# Tipula flavibasis
Tipula flavibasis är en tvåvingeart som beskrevs av Alexander 1918. Tipula flavibasis ingår i släktet Tipula och familjen storharkrankar. Inga underarter finns listade i Catalogue of Life.